# ウェブスター辞典

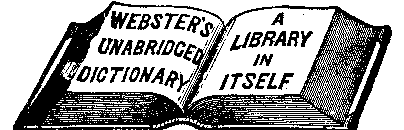
ウェブスター大辞典の広告（1888年）

ウェブスター辞典（ウェブスターじてん、英語：Webster's Dictionary）とは、19世紀初頭にノア・ウェブスターが初めて編纂した一連の辞典。彼の名声にあやかり、その名を冠した無関係の辞典（いわゆる海賊版）を指す場合もある。アメリカ英語の形成史を探る上で非常に貴重であるのみならず、英語辞典の代名詞としても名高い。

## ノア・ウェブスターのアメリカ英語辞典

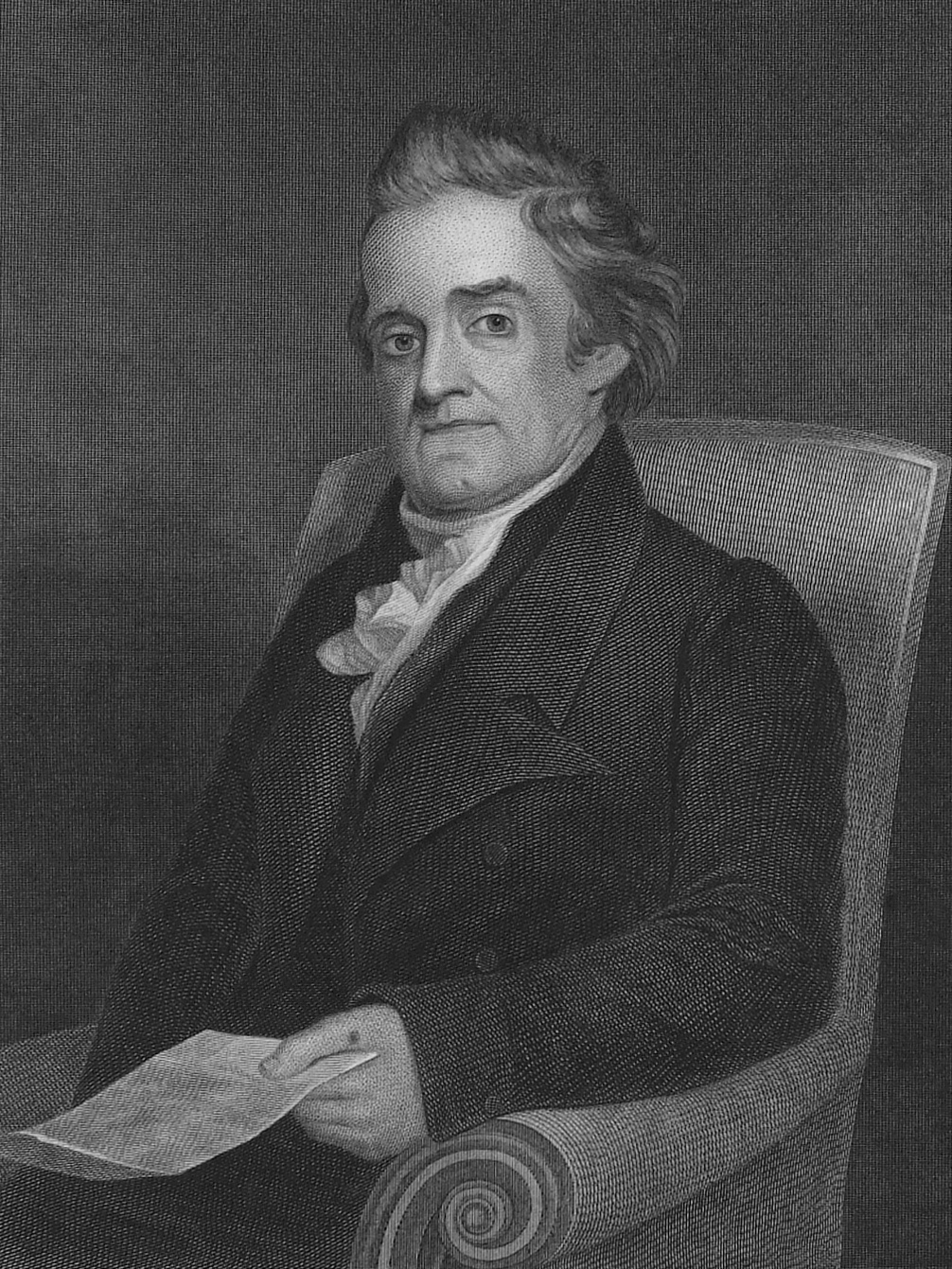
ノア・ウェブスター

当時アメリカ国内の市場を席巻していた、読本や綴字教本の作者であるノア・ウェブスターは、辞典編纂に当たり数十年にわたる調査を実施。1806年に初の辞典『簡明英語辞典』を上梓する事となるが、アメリカ式綴りの他、文学に限らず芸術並びに科学関係の術語も収録するなど、その後の辞典の原形となる特徴を有していた。

### アメリカ英語辞典初版
1828年4月14日には当時70歳のウェブスターが、7万に及ぶ見出し語を収めた2巻組の『アメリカ英語辞典』（American Dictionary of the English Language, ADEL）を上梓。初版は2巻で20ドル、2500部のみの発行であった。比較的高価であったため売れ行きは芳しくなく、原本が出版社にある以外は詳しい所在が分かっていない。

### アメリカ英語辞典第2版

#### 第1刷
当時82歳のウェブスターは1841年、息子のウィリアム・G・ウェブスターの支援を得て、ADELの改訂増補版を世に出す。初版に収録されている全見出し語に訂正と改善を加え、5000語を追加。出版者はニューヘイヴンのB・L・ハムレンであった。

#### 1844年版
ウェブスターが他界すると、相続人が1841年改訂版の未製本分をマサチューセッツ州アマーストのJ・S&C・アダムス社に売却。同社は1844年、少数ながら製本・発行を手掛けた。しかし、価格が15ドルと余りに高価だったため売れず、売却を決断するに至った。結局、マサチューセッツ州スプリングフィールドのジョージ＆チャールズ・メリアム社がJ・S&C・アダムス社から諸権利を買収。
エミリー・ディキンソンが詩作の際用いた事でも知られ、その生涯と作品を読み解く上で必須とされてきた。長年にわたり「唯一の仲間」と評したためである。ある伝記作家に至っては、「彼女にとって（1844年版ウェブスター）辞典はただの参考書ではなく、牧師の日祷書として読んでいたのである。隅から隅まで、ページというページをひたすら」とまで言わしめている。

#### 1845年版
第2版第3刷が1845年に刊行されるが、メリアム版としては初のウェブスター辞典であった。

### 影響
ジル・レポアは2008年、ウェブスターの言語や政治についての革新的な考えを明らかにしつつも、何故ウェブスターの努力が当初は身を結ばなかったのかを検証。文化保守主義的なフェデラリストからは一連の辞書を低俗でさえあるとして非難され、一方ウェブスターの旧敵であるジェファソン民主主義者からも攻撃されていたのが理由とした。
とはいえ、建国当初で不安定なアメリカ人の社会政治的、文化的アイデンティティを捉え直す上で重要とされるのは間違い無い。例えば、ADEL初版には「地所局」（land-office）や「公共地使用権証」（land-warrant）といったアメリカ特有の用語が収録されている他、ベンジャミン・フランクリンやジョージ・ワシントンらからの引用があるように、イギリス英語との差別化を図っていったのである。
自らの事業を「国家語の形成」と定義付ける事により、歴史的条件に規定されつつも、規則性や革新への情熱を示した事からも分かるであろう。その矛盾は自由と秩序との狭間で、より広範な弁証法的役割を果たしたのかもしれない。

## ウェブスター以外の手による『ウェブスター辞典』
後に主たる競合相手となるジョセフ・ウースターや、ウェブスターの娘婿に当たるイエール大学教授のチョーンシー・A・グッドリッチが編纂にあたったADEL初版の抄録が1829年に出版された。例文や参考文献が省略されているが、収録語数や定義は同一であった。
皮肉な事に「原本」よりも大いに売れ、版を重ねたものの、ウェブスターはウースターの手法に批判的だった。両者はADEL1844年版の抄録を同年にニューヨークのハーパー＆ブラザーズ社から出版している。

### 新改訂版
1843年にウェブスターが他界すると、グッドリッチを雇っていたメリアム兄弟が、売れ残りや著作権に至る諸権利はもとより、「ウェブスター」の名を買い取っている。グッドリッチは1847年9月24日に出版された新改訂版を、1859年には改訂増補版をそれぞれ監修した。

### イギリスにおける影響
グラスゴーのブラッキー＆ソン社は1850年、イラストをメインに据えた英語辞典を発行。原典の殆どはウェブスター辞典に拠っており、機械のイラストに技術用語を幾つか追加した程度である。

### 大辞典
ジョセフ・ウスターが1860年に革新的な辞典を刊行すると、ジョージ＆チャールズ・メリアム社は1864年、「アメリカ英語辞典」と銘打った大改訂版を作り上げている。イエール大学の編集者であるノア・ポーターが編纂に当たり、11万4千項目を収録。
同書はドイツの哲学者カール・アウグスト・フリードリヒ・マーンが中心となり改訂を行ったため、ウェブスター＝マーン版とも呼ばれるが、これまでのウェブスター辞典を総点検した、初の大辞典であった。1879年に4600語以上もの新語や、9700名以上もの著名人を収めた付録の他、1884年には発音索引を収録した補遺を発行。
後にオックスフォード英語辞典に携わる歴史家のK・M・エリザベス・マレーは、1864年の大辞典が「国際的な名声を得た。他の如何なる辞典をも凌駕するようになり、英米のみならず極東においても語義に関する権威にまで登り詰めた」としている。

### ウェブスター国際辞典

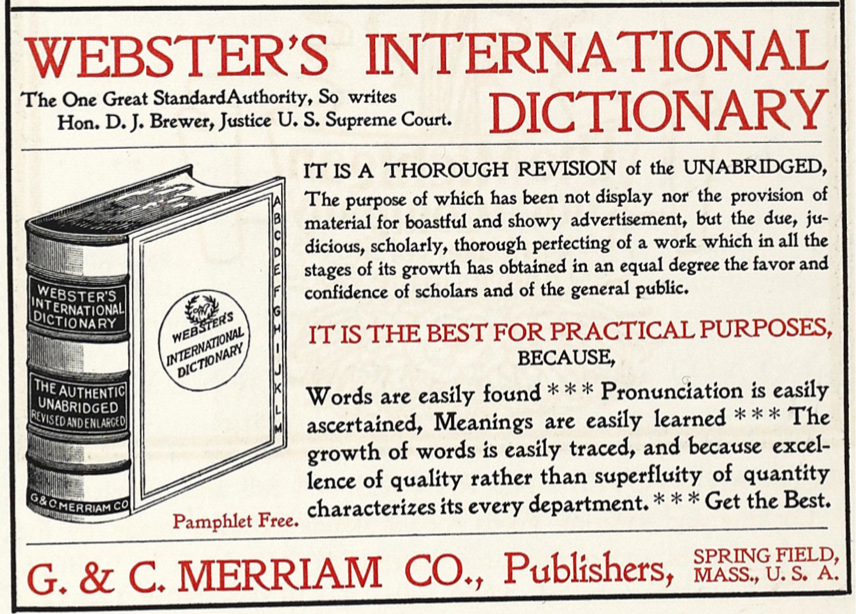
ウェブスター国際辞典の広告（1896年）

ポーターは1890年、17万5000項目を収録したウェブスター国際英語辞典の編纂にも当たっており、1900年には2万5000項目を追加した付録と共に再版。

### ウェブスター新国際辞典
1909年、メリアム社はウィリアム・トリー・ハリス、F・スタージェス・アレンの両名が編纂を行った、ウェブスター新国際大辞典を刊行。収録項目は40万以上、イラストも倍増という充実ぶりであった。

### ウェブスター新国際辞典第2版
1934年には新国際辞典第2版が刊行、そのような名称で出版されてはいないものの、ウェブスター第2版（W2）として広く知られることとなった。ウィリアム・アラン・ ニールソン、トマス・A・ ノットの両名が編纂しており、3350ページ、価格は39ドル50セントであった。先史時代から現在までの年表を付した、「参照世界史」と呼ばれる400ページの付録が追加された版もある。
当時の他の如何なる辞典よりも多いものの、多くの専門用語の他、新しく追加された定義が判然としない組み合わせ語の一覧も含めたものと見られる。多義語が年代順に記されており、例えば「飢餓」（starve）の最初の定義は食物の欠如のみならず、暴風雨に曝されて死ぬ事をも意味していた。
その形式や語の範囲故、ウェブスター第2版は未だ一般的な辞書として名高い。

## ウェブスター新国際辞典第3版
10年にわたる準備を経て、新たにウェブスター新国際大辞典第3版（ウェブスター第3版、W3とも）を1961年9月に刊行。フィリップ・バブコック・ゴーヴと辞書編集者のチームが編纂しており、掛かった費用は350万ドルであった。新たに追加された10万項目以上を含む45万以上もの項目の他、以前の版に掲載されていた項目にも新たな意味を追加。
しかし、かつてない程の該博な知識を投入したにもかかわらず、記述を巡って少なからぬ批判を惹起してしまった。「その言葉が如何に使われるべきか」ではなく、「如何に使われていたのか」を記していたのである。
なお1961年の刊行以降、本文は事実上改訂されていない。

### 削除
ウェブスター大辞典第3版刊行に先立ち、最小限の削除を実施。ゴーヴは10万にも上る新語を掲載するため、全ての固有名詞を始め、百科事典に載せる方が相応しい「非辞書的な」25万項目を完全に削除した。また、200年以上にわたり事実上使われていない単語）や説明を要さない組み合わせ語の他、一般の読者には大して価値が無いと思われる項目も外された。イラストの数が減らされた他、活字のポイントも6ポイントからアゲートタイプ（5.5ポイント）に変更。
これらは皆、大量の情報を捌くためには必須と考えられており、ウェブスター第3版の製本がほぼ限界にまで達している事を示している。ページ数が700弱となったという事実は、将来追加する項目に残しておく必要性を改めて知らしめる結果となった。
様式や方法論においても、これまでの版から大きく変更。見出し語が大文字から始められなくなったのである。

### 賛否
イギリス国内では、第3版についての評価が頗る良好で、「驚く程水準が高く、学識や正確さにおいては随一」との認識で一致。就中辞書編集者のロバート・チャップマンは、3年間にわたり毎日利用していたという。
ただ「活字が小さ過ぎて読めない」「大文字を使っていない」「正当な異形を綴りミスとしていたり、余りにも多くの廃語を切り捨てている」といった批判も少なくなかった。
何れにせよ、チャップマンは「我々へ第2版にしがみ付くべしと忠告する変人や頑固者がいるとすれば、それは偉大な本の豊かさを自ら否定するただの馬鹿者に過ぎない」と締め括っている。
アメリカ合衆国においても評価は同様で、2冊の著名なスタイルガイドはこの辞書を基準に据えるケースが多い。シカゴスタイルマニュアルは一般的な綴りを知るには、メリアム＝ウェブスター大学辞典と並んでウェブスター第3版を推奨。国内の殆どの新聞社が用いるAP通信スタイルブックは、この本にもウェブスター新世界辞典にも載っていなければ、ウェブスター第3版に当たるよう紹介している。

#### 寛容さ
1960年代初頭、ウェブスター第三版は、その「寛容さ」と、人々に正しい英語とは何かを教えていないという理由で攻撃を受けた。保守派は、第二版に見られるような社会全体の寛容さと権威の衰退の象徴がまたもや現れたと考え、文化戦争の口火を切ったのである。。
歴史家のハーバート・モートンは「ウェブスターの第二版は尊敬に値した。意味と用法に関する絶対的な権威として受け入れられ、その優位性はアメリカでは事実上揺るがなかった。この辞典（第三版）は、意見の相違が多い論争の種を刺激しないことで、それをどうにかしたのである。」と説明している。批評家たちは、この辞書が標準英語を擁護することに消極的で、たとえば "colloquial"、"correct"、"incorrect"、"proper"、"improper"、"erroneous"、"humorous"、"jocular"、"poetic"、"contemptuous"などの語を完全に排除していると非難した。
ゴーヴのスタンスは、記述主義言語学の模範であった。デビッド・M・グリクソンは『サタデー・レビュー』誌で「最高権威の神の玉座から降りたメリアムの人々は、いまや街の新聞社の社会部となり、狂ったように記録している」と述べた。ジャック・バルザンは、ウェブスターの第三版はこのスタンスによって、「政党によってまとめられた史上最長の政治パンフレット」となっており、「辞書学の限度をはるかに超えた学説」によって作られたと述べている。

#### 「Ain't」という表現を巡って
非標準的用法である「ain't」の扱いを巡っては、英語教師による批判を無視したため、特に軽蔑の的となった。当該項目における「好ましくないとする者は多く、教養の無い話し言葉で見られつつあるが、アメリカのほぼ全域において、教養のある話し手が口語として用いている」という記述が非難を浴びたのである。
グローブ・アンド・メールは「適切な英語は俗物のみの物という事を暗示している」と論じた他、ニューヨーク・タイムズも「ウェブスター辞典が、地歩を固めつつある自由放任主義的な学校に屈してしまったのは明らかである。（中略）良い英語は何でも一般に受け入れられているという見解を強化しており、英語の悪化に拍車が掛かるかもしれない」とまで論評している。
こうした本辞典の批判の中から、アメリカ遺産英語辞典（The American Heritage Dictionary of the English Language）が発刊。専門家が500もの用法を選りすぐってはいるが、無視する編集者は多いという。

### 改訂
第3版の刊行以降、メリアム＝ウェブスター社は改訂を若干施したのみで版を重ねている。新語の追加に関しては1966年に付録を設けており、以後1971年、1976年、1981年、1986年、1993年そして2002年に増補版を刊行していった。
メリアム＝ウェブスター社のスタッフは2008年以降、完全版第4版（W4）の製作に取り掛かってはいるものの、刊行日は未定。
2000年、全文の他数100項目もの新語・定義を収録したCD-ROM版が、メリアム＝ウェブスター社から発売。パッケージは紙版と同様である。

## メリアム＝ウェブスター大学辞典
メリアム＝ウェブスター社は1898年に大学辞典（Merriam-Webster's Collegiate Dictionary）を発刊、同シリーズは現在まで11版を数えるに至る。元々は1890年にウェブスター国際辞典を刊行後、2巻組の大学版が完全版の抄録として発行された物であって、一般書店だけでなく大学内書店で比較的安価に販売してきた。
1985年刊行の第9版（ウェブスター新大学辞典第9版、Webster's Ninth New Collegiate Dictionary, WNNCD）は、新国際辞典第3版の単なる抄録に留まらず、幾つかの変更点があるため別個の存在たらしめている。最大の変更点は、どの語にも初出の日付を記している事であろう。2003年刊行の第11版は22万5000以上もの定義、16万5000以上もの項目を収録。
巻末に「Abbreviations」（略語）があり、「Foreign Words & Phrases」（外国語用語）、「Biographical Names」（個人名）、「Geographical Names」（土地名）には米国英語式の発音も示されている。「A Handbook of Style」には米国英語の「スタイルガイド」もあり、アメリカ国内では信奉する編集者が多い『シカゴ・スタイルマニュアル』は、一般的な綴りなどを知る情報源としてこの辞書を挙げている。以前あった「Common English First Names」では、例えば「Robert」は愛称でBob, Bobby, Bobbie, Rob, Robbieなどと変化する様が分ったが、米国ではこうしたユダヤ・ギリシャ・北欧系の名前から世界の様々な名前が使われてきたので、最近版では省略されている。

## 「ウェブスター」名義の辞典
19世紀末以降、「ウェブスター」名義の辞典が本人に無断でメリアム＝ウェブスター社以外から刊行。ウェブスター辞典の改訂版に過ぎない物も幾つかあるが、その1つがウェブスター帝国辞典であった。ジョン・オギルヴィーの帝国英語辞典を基にしており、それ自体はノア・ウェブスターのアメリカ英語辞典の発展版とされている。
メリアム＝ウェブスター社が法的措置を講じるも、アメリカの裁判所は1908年までに、1889年に完全版を刊行した時点でパブリックドメインが生じていると裁定。加えて1917年には、ノア・ウェブスターが1806年に刊行した辞書の著作権が消滅した1834年に、パブリックドメインが生じているとの判断を下した。そのため、ウェブスター辞典は商標の普通名称化が成っており、他者が自らの作品にその名称を自由に使えるようになる。
爾来「ウェブスター」の名称を目にする機会が大幅に増加。メリアム＝ウェブスター社はかなりの痛手を負い、辞典の購入者に「我こそが元祖ウェブスター辞典である」とわざわざ言わなければならない有様であった。
しかし、問題はより複雑である。20世紀にはウェブスター新ユニバーサル辞典のような非メリアム版の中に、現代のメリアム＝ウェブスター版よりもウェブスター辞典に近い物が少なくない状況が生じた。確かにユニバーサル版は改訂を最小限に留めているため、時代遅れも甚だしい一方で、メリアム＝ウェブスター社の改訂版は、年を追うごとに初版と共通する所を持たなくなった。だがメリアム＝ウェブスター版は、英語を変わり続けるタペストリーと見做したノア・ウェブスターの考えを忠実に守ってはいる。
「ウェブスター」の名を冠した辞典が余りにも多いため、もはや特定のブランドを意味する物では無くなってしまったが、その名を信頼する人は多い。近年ではウェブスターの名を冠しながらも、直接には関係が無い高名な辞書さえあり、混乱を招いている。
ランダムハウス社のランダムハウス辞典は現在「ランダムハウスウェブスター辞典」と呼ばれている他、マイクロソフト社のエンカルタ世界英語辞典は現在「エンカルタウェブスター辞典」の別名がある。
ウェブスターオンライン辞書ロゼッタ版も、メリアム＝ウェブスターオンライン版と関係は無い。こちらはフィリップ・M・パーカーが他言語のオンライン辞書として、1999年に開発した物である。ウェブスター改定大辞典（1913年） やウィクショナリー、ウィキペディアなど各種オンライン辞書、百科事典を収録。

## オンライン版

### 初版
ADEL初版は以下のオンライン版から検索が可能。
- www.1828-dictionary.com
- Webster's Revised Unabridged Dictionary (1913 + 1828)

DjVu版は以下のインターネットアーカイブで閲覧が可能。
- Volume 1
- Volume 2

### 1841（1844年）版
ノア・ウェブスターが生前最後に刊行、エドワード・ディキンソンが愛用していた物と同じ版のADELはNoah Websters's final 1841 (published 1844) edition on the Emily Dickinson site.で閲覧可能。

### ウェブスター改訂大辞典
1900年のウェブスター国際辞典は1913年にウェブスター改訂大辞典と名を改めているが、著作権がすでに消滅してパブリックドメインとなっているため、現在でも以下に掲げるサイトにて利用されている。
- Webster's Revised Unabridged Dictionary (1913 + 1828)
- The Gutenberg Webster's Unabridged Dictionary
- The Online Plain Text English Dictionary
- Webster's Revised Unabridged Dictionary (1913)
- Webster's Revised Unabridged Dictionary (1913-ed.)
- dict.org DICT Development Group
- Webster's Online Dictionary, Rosetta Edition

### その他
大学辞典1961年版や1913年の完全版は、以下の検索エンジンで検索。
- OneLook

上掲のオフライン版は以下のサイトに掲載。
- Babylon Webster's New Third International Unabridged Dictionary
- Webster's 1913 - 1913年版の Webster's Revised Unabridged Dictionary EPWING電子辞書

### 最新版
メリアム＝ウェブスター大学辞典の最新版は、以下に掲げる同社のサイトから検索が可能。
- website

なお、最新の新国際辞典第3版も利用は可能だが、有料となっているので注意。